# Glutenfreies Bier

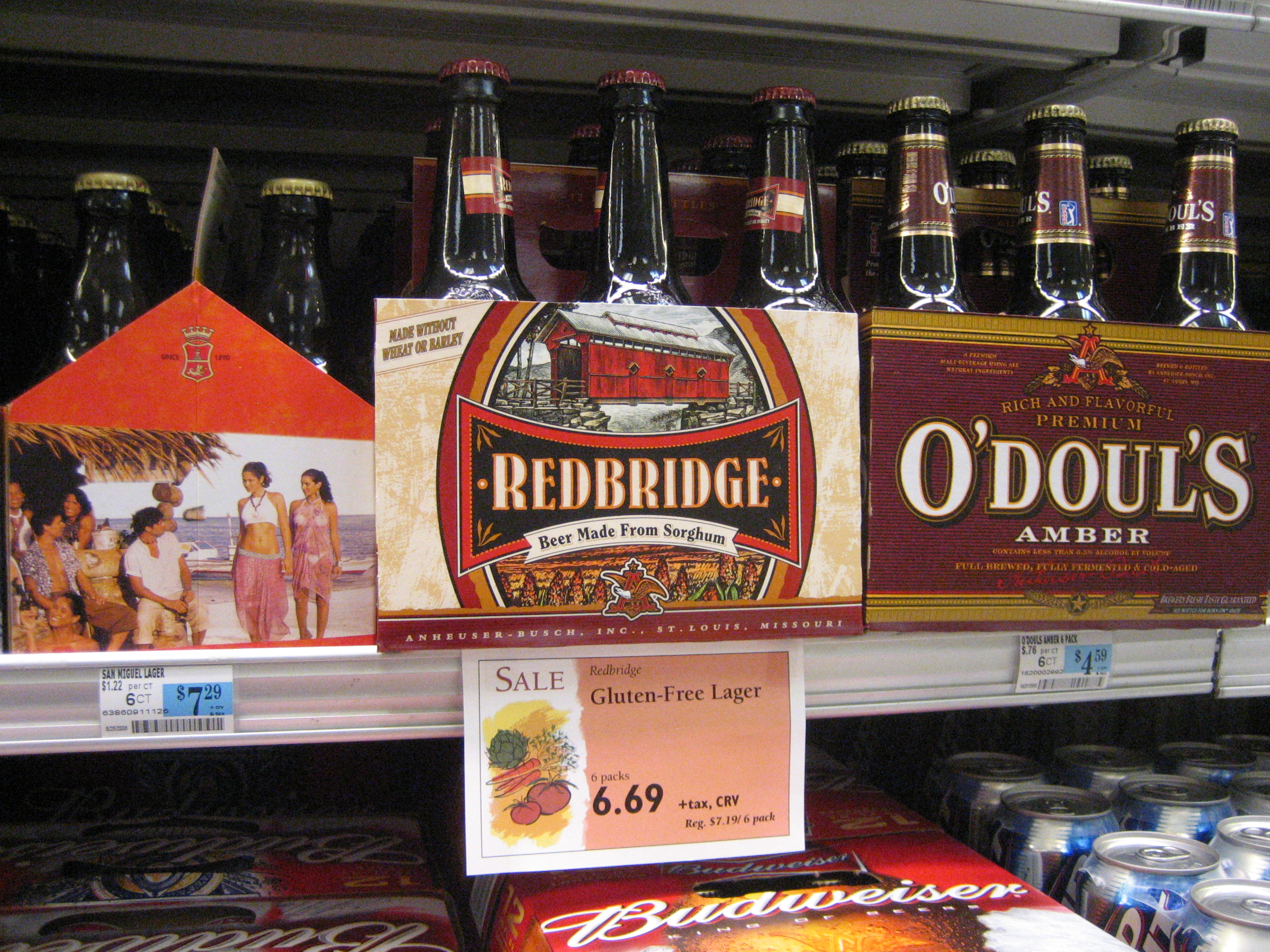
Als glutenfrei ausgewiesenes Bier in einem amerikanischen Supermarkt

Glutenfreies Bier ist die Bezeichnung für Biersorten, die das in Weizen, Roggen oder Gerste enthaltene Eiweißgemisch Gluten beziehungsweise dessen Bestandteile Gliadin oder Glutenin nicht oder nur in sehr geringen Mengen enthalten. Sie sind damit zum Konsum für Menschen mit einer Glutenunverträglichkeit (Zöliakie) geeignet. Für die Herstellung glutenfreien Bieres ist neben der Verwendung glutenfreier Getreidearten als Ausgangsstoffe für den Brauprozess auch der Einsatz der herkömmlichen Getreidesorten möglich, sofern das Gluten aus dem Endprodukt mittels technologischer Verfahren entfernt wird. Aufgrund des höheren technischen und organisatorischen Aufwandes bei der Produktion sowie des kleinen Absatzmarktes sind glutenfreie Biere in der Regel deutlich teurer als konventionelle Sorten.

## Herstellung

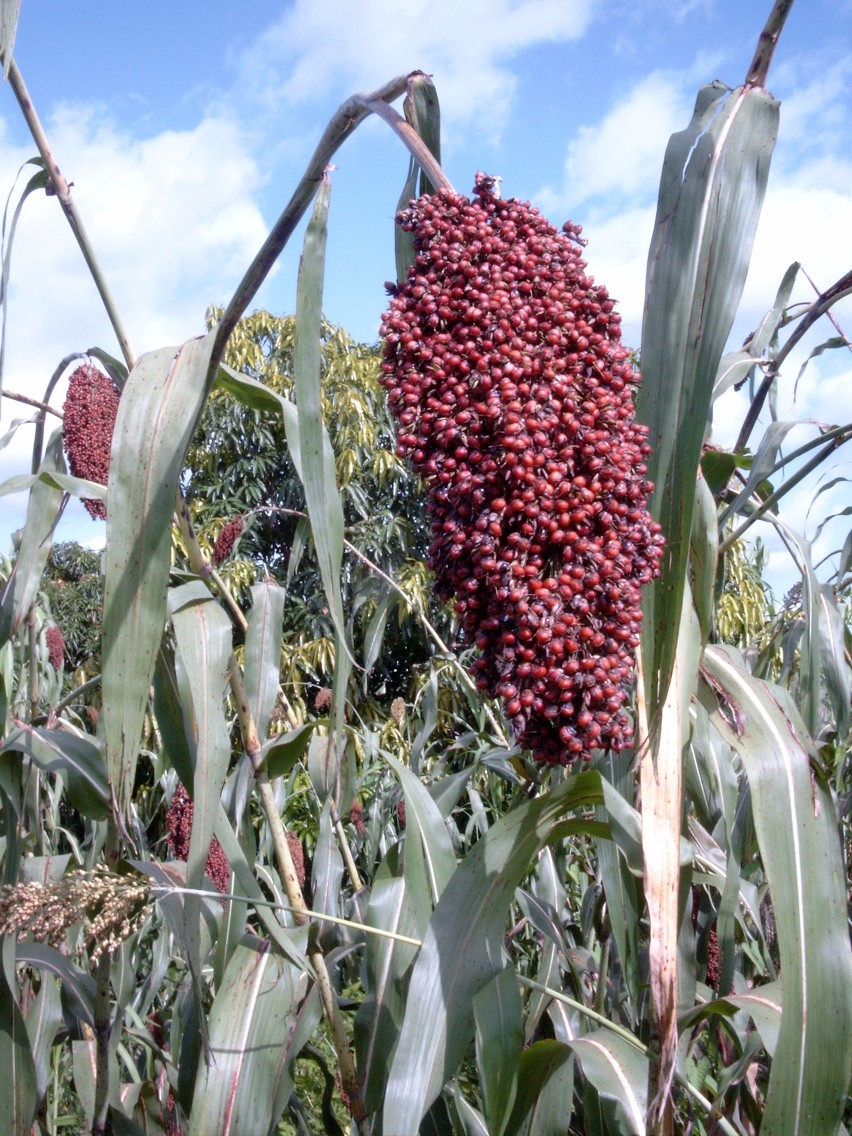
Sorghum, eine häufig zum Brauen von glutenfreiem Bier verwendete Hirseart

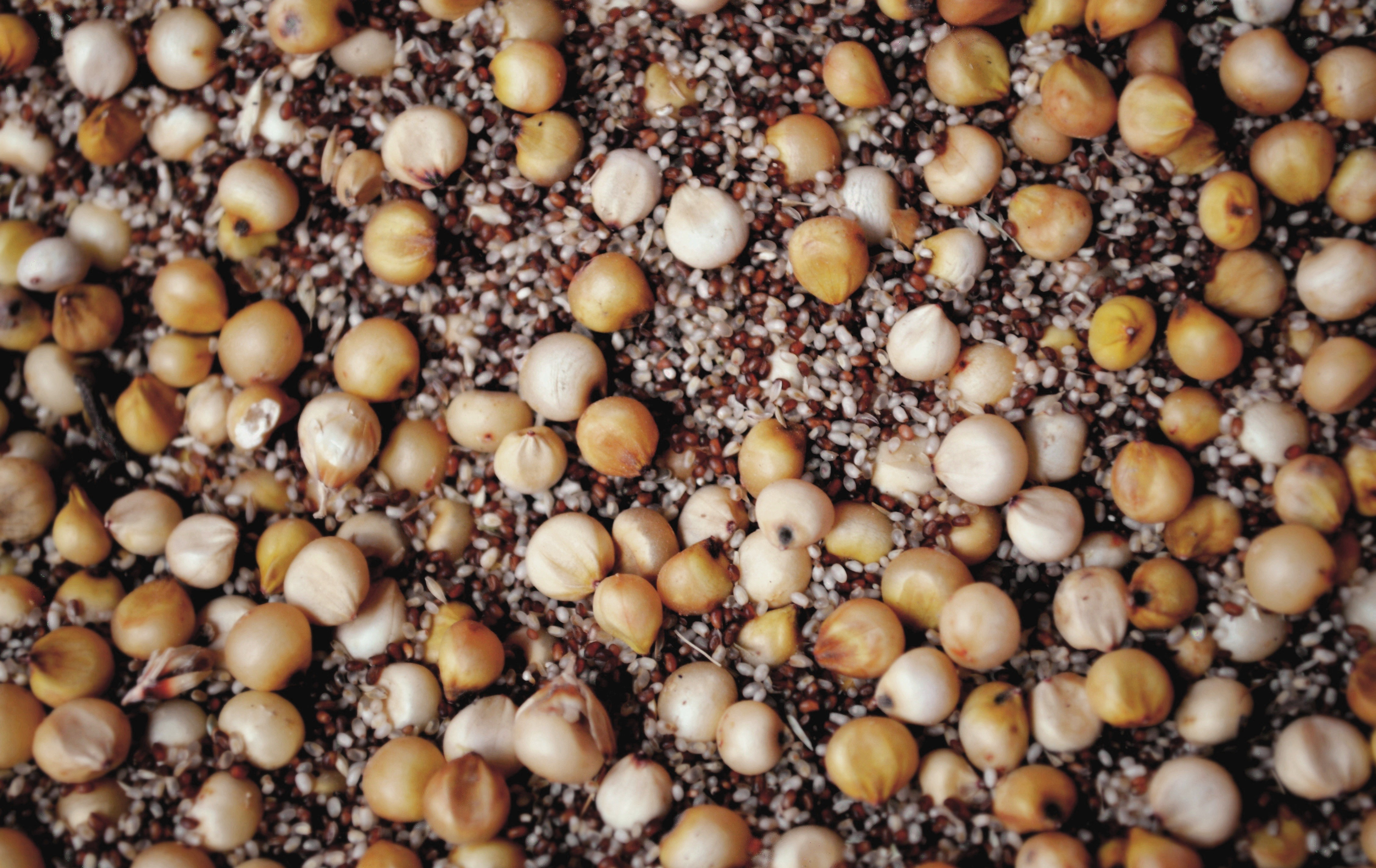
Neben Sorghum- werden auch die kleineren Teffkörner zur Herstellung von glutenfreiem Bier verwendet

Als glutenfrei gelten Biere und andere Lebensmittel laut EU-Richtlinie, wenn sie weniger als 20 mg/kg Gluten enthalten. Absolut glutenfrei sind Biersorten aus glutenfreien Zutaten. Ausgangsstoffe bei der Herstellung solcher Biere und bierähnlichen Getränke sind glutenfreie Getreidesorten, wie beispielsweise Mais, Reis oder verschiedene Hirsearten, sowie Pseudogetreidesorten, wie etwa Buchweizen, Amarant oder Quinoa. Zum Teil werden auch Malzgemische von mehreren dieser Ausgangsstoffe eingesetzt. Traditionell zubereitete Biere oder bierähnliche Getränke auf der Basis dieser Sorten sind in verschiedenen Regionen der Welt weit verbreitet, so beispielsweise das japanische Sake aus Reis, das aus Mais hergestellte Chicha in Südamerika oder die auf Hirse basierenden Getränke Tella, Dolo und Merisa in Afrika. Industriell produziertes glutenfreies Bier wird jedoch nach modernen Brauverfahren hergestellt und orientiert sich geschmacklich oft an handelsüblichen Bieren.
Weitere technologisch mögliche Herstellungsverfahren für die Produktion von glutenfreiem Bier sind der enzymatische Abbau des Glutens während des Produktionsprozesses sowie die Zucht glutenfreier Sorten der zum Bierbrauen üblicherweise verwendeten Getreidesorten beziehungsweise deren Entwicklung mittels gentechnologischer Methoden. Auch durch die Verwendung von Honig, Sirup und ähnlichen zuckerhaltigen Rohstoffen für den Gärprozess sowie den Einsatz von Aromastoffen und schaumbildenden Substanzen können glutenfreie bierähnliche Getränke hergestellt werden.
Bei Verwendung von Gerstenmalz und nachträglichem Glutenentzug kann glutenarmes Bier gebraut werden.
Ein als glutenfrei deklariertes Bier auf dieser Basis ist seit 2008 in Deutschland erhältlich. Das in der Gerste enthaltene Gluten wird bei dieser Biersorte mittels eines Spezialverfahrens nach dem Brauvorgang entfernt. Restspuren von Gluten, unterhalb des Grenzwertes von 20 mg/kg, können allerdings noch enthalten sein.

## Wirtschaftliche Aspekte
Aufgrund des kleinen Marktes sowie der anlagentechnisch aufwendigen Herstellung sind glutenfreie Biersorten deutlich teurer als Bier auf der Basis der gängigen Getreidesorten. Voraussetzungen sind beispielsweise die ausschließliche Nutzung einer Brauereianlage nur zur Herstellung des glutenfreien Bieres sowie die Sicherstellung der strikten Trennung der glutenfreien Zutaten von glutenhaltigen Ausgangsstoffen bei Transport, Lagerung und Verarbeitung. Ein wechselnder Betrieb der gleichen Anlage je nach Bedarf für glutenhaltige oder glutenfreie Sorten ist nicht möglich, da bei entsprechend empfindlichen Zöliakie-Patienten bereits kleinste Glutenspuren zu schweren Krankheitssymptomen führen können.
Glutenfreies Bier wird aus den genannten Gründen vor allem von kleineren Brauereien und auf die Verwendung glutenfreier Zutaten spezialisierten Firmen hergestellt. Es ist überwiegend in Reformhäusern und Bioläden erhältlich.